# Cyornis oscillans
Cyornis oscillans là một loài chim trong họ Muscicapidae.